# Doraemon: Chú khủng long của Nobita (phim 2006)
Doraemon: Chú khủng long của Nobita 2006 (ドラえもん のび太の恐竜 2006) là phim khoa học viễn tưởng thứ 26 trong xê-ri phim chủ đề Doraemon. Được thực hiện bởi đạo diễn Watanabe Ayumu, làm lại từ bộ phim cùng tên năm 1980. Xuyên suốt nội dung phim là hành trình Nobita và những người bạn đưa chú khủng long Pisuke từ Bắc Mỹ sang Nhật Bản đồng thời nhóm phải đối mặt với những hiểm nguy dọc đường trong đó có những tên săn trộm động vật quý hiếm thời cổ đại. Phim được công chiếu vào ngày 4 tháng 3 2006 tại Nhật Bản. Sau Nhật Bản phim được trình chiếu ở một số quốc gia trên thế giới: Trung Quốc (chiếu ngày 20 tháng 7 năm 2007), Hồng Kông (chiếu rạp 26 tháng 7 năm 2007), Tây Ban Nha (chiếu rạp 31 tháng 8 năm 2007), Catalunya (31 tháng 8 năm 2007), Đài Loan (chiếu rạp 14 tháng 9 năm 2007), Thái Lan (chiếu rạp 11 tháng 10 năm 2007), Singapore (chiếu rạp 15 tháng 11 năm 2007), Hoa Kỳ (chiếu rạp 14 tháng 11 năm 2008), Brazil (25 tháng 1 năm 2009), Hàn Quốc (15 tháng 7 năm 2009) và Ý (phát sóng truyền hình 24 tháng 12 năm 2013). Tại Việt Nam được trình chiếu lần đầu tại Trung tâm chiếu phim quốc gia (Hà Nội) ngày 11 tháng 10 năm 2008 dưới dạng phụ đề nhân sự kiện Liên hoan phim Nhật Bản 2008 tại Việt Nam với tên gọi là Chú khủng long của Đôrêmon và Nôbita, được TVM Corp. mua bản quyền chiếu lại vào ngày 13 tháng 9 năm 2013 trên kênh HTV3 dưới tựa Doraemon: Chú khủng long của Nobita 2006. Ca khúc mở đầu phim là "Hagushichao" (ハグしちゃお, dịch nghĩa Hãy ôm nhau đi) do Natsukawa Rimi trình bày và ca khúc kết thúc là "Boku Note" (ボクノー, dịch nghĩa Âm thanh của tôi) do Sukima Switch trình bày. Ca khúc tiếng Việt mở đầu là “Hãy ôm chặt tay nhau” do Huyền Chi trình bày và kết thúc là "Cầu vồng phía xa" do Trung Quân trình bày. Tác phẩm đã được chuyển thể tranh truyện gốc DS và tranh truyện màu 
Dựa trên bộ phim này, một trò chơi điện tử trên gameboy Nintendo DS được sản xuất tại Nhật Bản bởi SEGA và Nintendo, do Epoch phát triển mang tên Doraemon: Chú khủng long của Nobita 2006 DS được phát hành vào 2 tháng 3 2006.

## Nội dung
Nobita tình cờ tìm được một quả trứng khủng long hóa thạch, cậu dùng bảo bối "Khăn trùm thời gian" đưa quả trứng trở về thời điểm 100 triệu năm trước và ấp cho trứng nở để khoe với bạn bè mình. Nỗ lực của Nobita đã thành công khi chú khủng long thuộc chi Futabasaurus (xà đầu long) chào đời, được cậu đặt tên là Pisuke. Nobita và Doraemon bí mật chăm sóc Pīsuke đến khi khủng long trưởng thành, tình cảm của cậu dành cho khủng long cũng tăng dần theo thời gian. Đến khi Pisuke không thể sống vừa trong nhà nữa, Nobita phải nuôi khủng long ở hồ nước trong công viên, không may cư dân thành phố đã phát hiện ra và tiến hành chiến dịch truy bắt; Nobita và Doraemon đành thả Pīsuke về lại quê hương ở Kỷ Phấn trắng.
Trên đường đi, họ bị một tên săn khủng long xuyên thời gian truy bắt nhằm có được Pisuke; và mặc dù cuối cùng cũng thả được Pisuke trở về đúng niên đại, tuy nhiên điểm đến lại ở khu vực Bắc Mỹ thay vì Nhật Bản thời cổ đại. Phát hiện ra sự cố, Nobita, Doraemon, Jaian, Suneo, Shizuka đã cùng quay lại đó để đưa Pisuke về lại môi trường sống thích hợp, tuy nhiên khi đến nơi "Cỗ máy thời gian" lại bị hỏng và họ quyết định đi bộ đến Nhật Bản.
Với việc sử dụng "Chong chóng tre" cùng nhiều bảo bối hỗ trợ khác, nhóm bạn đã băng qua hàng ngàn cây số. Họ không hay biết rằng đã bị những tên săn khủng long - đứng đầu là tên tỉ phú Dolaman - theo dõi, sau vài lần đụng độ, Jaian, Suneo và Shizuka đã bị chúng bắt và đưa về căn cứ làm con tin. Nobita và Doraemon liều mình giải cứu bạn bè, đồng thời giải cứu hết số khủng khủng long mà Dolaman đã bắt, cùng với nhóm bạn tự lực chiến đấu chống lại những tên săn khủng long. Sau đó, căn cứ sụp đổ và nhóm bạn Doraemon tự đi đến Nhật Bản cổ đại trên lưng Pisuke và trở về nhà an toàn nhờ lỗ đen thời gian ở giữa cồn cát. Trong lúc đó, Dolaman và bọn săn khủng long đã bị "Đội Tuần tra Thời gian" áp giải về thế kỉ 22.

## Sản xuất

Bìa truyện Chú khủng long của Nobita 2006 tại Nhật Bản

Chú khủng long của Nobita 2006 được đạo diễn bởi Watanabe Ayumu với Kuzuha Kozo hỗ trợ viết kịch bản và Kan Sawada soạn nhạc. Phim được công chiếu vào ngày 4 tháng 3 năm 2006 với thời lượng 107 phút dài hơn so với phiên bản gốc trước đó. Bài hát mở đầu phim là Hagushichao do Natsukawa Rimi trình bày và bài hát kết thúc là Boku Note do Sukima Switch trình bày.

### Phân vai
| Nhân vật               | Diễn viên lồng tiếng          | Diễn viên lồng tiếng |
| Nhân vật               | Nhật Bản                      | Việt Nam (2013)      |
| ---------------------- | ----------------------------- | -------------------- |
| Doraemon               | Wasabi Mizuta                 | Thùy Tiên            |
| Nobita                 | Ōhara Megumi                  | Anh Tuấn             |
| Shizuka                | Kakazu Yumi                   | Ngọc Châu            |
| Jaian                  | Kimura Subaru                 | Quốc Tín             |
| Suneo                  | Seki Tomokazu                 | Minh Vũ              |
| Pisuke                 | Kamiki Ryunosuke              | Ái Phương            |
| Tên áo đen             | Funakoshi Eiichiro            | Trần Vũ              |
| Tỉ phú Dolaman         | Utsumi Kenji                  | Trí Luân             |
| Mẹ Nobita              | Mitsuishi Kotono              | Minh Chuyên          |
| Mẹ Suneo               | Takayama Minami               | Kim Phước            |
| Ba Nobita              | Matsumoto Yasunori            | Bá Nghị              |
| Người phụ mang thai    | Masayo Kurata                 | Thúy Hằng            |
| Đội tuần tra thời gian | Takuya Ohashi Tokita Shintaro | Trường Tân Nhất Duy  |

## Nhạc nền
Tương tự ở phiên bản anime truyền hình 2005, Sawada Kan được mời viết nhạc nền cho Nobita no Kyōryū 2006. Về sau kỉ niệm 30 năm công chiếu phim điện ảnh Doraemon, các đoạn nhạc được tập hợp đóng gói đưa vào album "Doraemon Soundtrack History 2". Bên dưới là danh sách các đoạn nhạc xuất hiện trong phim được trích xuất từ album trên.
Tất cả nhạc phẩm được soạn bởi Sawada Kan.
| STT | Nhan đề                                                           | Thời lượng |
| --- | ----------------------------------------------------------------- | ---------- |
| 1.  | "Kyōryū no Tsume" (恐竜の爪)                                      | 1:12       |
| 2.  | "Kaseki o Hori ni" (化石を掘りに)                                 | 1:11       |
| 3.  | "Doraemon no Atatakai me" (ドラえもんのあたたかい目)              | 1:09       |
| 4.  | "Tanjō" (誕生)                                                    | 1:58       |
| 5.  | "Nobita to Pīsuke" (のび太とピー助)                               | 2:15       |
| 6.  | "Shin'ya no Kōen" (深夜の公園)                                    | 1:53       |
| 7.  | "Pīsuke to no Wakare" (ピー助との別れ)                            | 1:09       |
| 8.  | "Kuroi Mask no Otoko" (黒いマスクの男)                            | 1:17       |
| 9.  | "Pīsuke o Tsukamaero!" (ピー助を捕まえろ!)                        | 1:42       |
| 10. | "Time Machine ga Koware Chatta" (タイム・マシンがこわれちゃった)  | 0:48       |
| 11. | "Hakuaki ni ~ Pteranodon Kyūshū! !" (白亜紀に~プテラノドン急襲!!) | 1:43       |
| 12. | "Orumimusu ni Hotte" (オルミムスに乗って)                         | 1:50       |
| 13. | "Suichū no Waltz" (水中のワルツ)                                  | 1:04       |
| 14. | "Dolmanstein no Collection" (ドルマンシュタインのコレクション)    | 1:09       |
| 15. | "Tyranosaurus Futatabi" (ティラノサウルスふたたび)                | 1:32       |
| 16. | "Kyōryū Ōkoku no Fukkatsu" (恐竜王国の復活)                       | 2:10       |
| 17. | "Sayonara, Pīsuke" (さよなら、ピー助)                             | 3:31       |